# عمران هاشمی (بازیکن فوتبال)
عمران هاشمی (انگلیسی: Imran Hashmi؛ زادهٔ ۱۷ فوریهٔ ۱۹۸۹) بازیکن فوتبال اهل پاکستان است.
از فیلم‌ها یا برنامه‌های تلویزیونی که وی در آن نقش داشته است می‌توان به راجا ناتوارلال اشاره کرد.
وی همچنین در تیم ملی فوتبال پاکستان بازی کرده است.